# Procédure d'entreprise
Une procédure dans le domaine de l'entreprise et des affaires désigne une manière spécifiée d'effectuer un ensemble de tâches.  Elle représente la mise en œuvre de tout ou d'une partie d'un processus et est destinée à être reproductible.   Elle décrit ainsi étape par étape l'enchainement des tâches à réaliser, et les rôles et responsabilités associées.  
Le processus représente le Quoi, la procédure le Qui fait Quoi Quand, et les deux sont complétés par le mode opératoire qui définit le Comment en suivant la grille d'analyse du QQOQCCP.
A un processus donné peuvent donc correspondre plusieurs procédures chaîne d'activités identiques mais avec des variations dans leur mise en œuvre (les ressources humaines ou responsabilités organisationnelles différentes d'une filiale à l'autre, ou d'une direction à l'autre). 

## Définition[3]
« Une procédure d’entreprise est une procédure qui systématise l’organisation et la politique d’une entreprise dans le but d’atteindre certains des objectifs de cette entreprise. »
Une procédure d'entreprise au sein d'une entreprise étendue peut être envisagée comme une commande sur un site web marchand, puis suivi de cette commande chez le fournisseur. Il s'agit alors d'un processus d'affaires.
La procédure d'entreprise peut être un résultat issu de la modélisation de processus ou de l'optimisation et la réingénierie des processus d'affaires (business process reengineering en anglais).

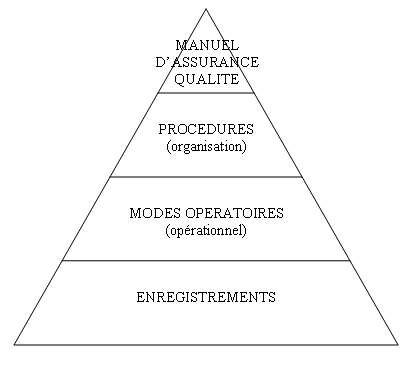

La procédure ne doit pas être confondue avec le  mode opératoire, qui lui décrit comment réaliser une activité, élément d'une procédure. Le mode opératoire est synonyme de guide utilisateur lorsqu'il s'applique à une application. La procédure (au sens de la  série des normes ISO 9000 et ISO 9001) fait l'objet d'audit interne ou audit qualité, le mode opératoire non. Une procédure concerne plusieurs postes de travail et un ou plusieurs services.
La procédure ne doit pas non plus être confondue avec le procédé, qui décrit une méthode spécifique pour atteindre un résultat. 

## Exemples de procédures d'entreprise
- Procédure de remboursement de notes de frais[5].
- Procédure de déclaration de sinistre.
- Procédure de prise de commande des clients.
- Procédure d'ouverture de compte dans une agence bancaire.
- Procédure de prise de congés.
- Procédure d'édition de note interne.
- Procédure de maîtrise des documents.
- Procédure d'embauche

## Exemple d'application
Exemple de procédure d'entreprise pour une demande de crédit :
| Description de la procédure de demande de crédit. | Modélisation RAD (« Role Activity Diagram ») de la procédure de demande de crédit.     |
| \| A- \| (Le commercial va) saisir la demande de crédit. \| \| B- \| (Il va ensuite) envoyer cette demande à l'analyste financier. \| \| C- \| (L'analyste financier va) recevoir la demande. \| \| D- \| (Il va ensuite) vérifier s'il existe un contrat. \| \| E0- \| (Il peut) notifier au commercial d'un refus (tout de suite). \| \| E1- \| (ou bien) demander au service des contrats l'enregistrement ou mise à jour du contrat. \| \| F- \| (Le service des contrats va) recevoir la demande. \| \| G0- \| (Ce dernier va) créer un nouveau contrat \| \| G1- \| (ou) mettre à jour le contrat - M'être à jour \| \| H- \| (Il va ensuite) notifier l'analyste financier du contrat résultat \| \| I- \| (L'analyste financier pourra ainsi) vérifier le contrat \| \| J- \| (Puis) envoyer son accord au commercial \| \| K0- \| (le commercial va) recevoir le refus \| \| K1- \| (ou) recevoir l'accord pour le crédit \| |                                                                                        |
| A- | (Le commercial va) saisir la demande de crédit.                                        |
| B- | (Il va ensuite) envoyer cette demande à l'analyste financier.                          |
| C- | (L'analyste financier va) recevoir la demande.                                         |
| D- | (Il va ensuite) vérifier s'il existe un contrat.                                       |
| E0- | (Il peut) notifier au commercial d'un refus (tout de suite).                           |
| E1- | (ou bien) demander au service des contrats l'enregistrement ou mise à jour du contrat. |
| F- | (Le service des contrats va) recevoir la demande.                                      |
| G0- | (Ce dernier va) créer un nouveau contrat                                               |
| G1- | (ou) mettre à jour le contrat - M'être à jour                                          |
| H- | (Il va ensuite) notifier l'analyste financier du contrat résultat                      |
| I- | (L'analyste financier pourra ainsi) vérifier le contrat                                |
| J- | (Puis) envoyer son accord au commercial                                                |
| K0- | (le commercial va) recevoir le refus                                                   |
| K1- | (ou) recevoir l'accord pour le crédit                                                  |

Les activités A à K1 représentent une procédure d'entreprise d'une « demande de crédit ». Les activités sont attribuées selon des rôles (le service des contrats n'a pas les mêmes activités que l'analyste financier). Ces mêmes activités ont un ordonnancement logique et l'ensemble des activités ordonnées permet de remplir l'objectif global qui est de satisfaire ou rejeter la demande de crédit.

### Modélisation avec un logigramme

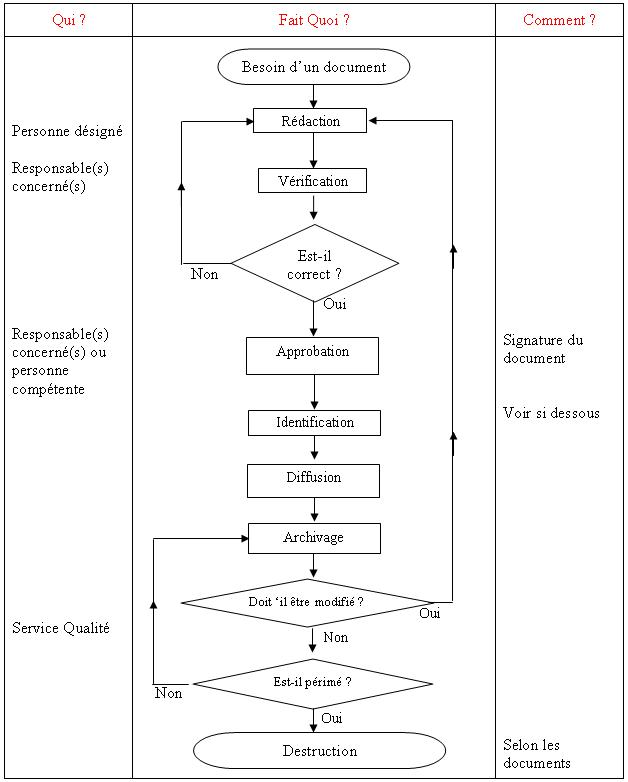
Procédure de gestion documentaire

Les logigrammes permettent de visualiser l'enchaînement des actions, ils sont relativement simples et peuvent être compris par tous. Pour qu'ils soient efficaces, ils doivent être allégés en explication et en texte. Il faut écrire le strict nécessaire. Un rectangle symbolise une action, un losange une question ; un rectangle arrondi définit le début ou la fin de la procédure. Mais rien n'impose d'utiliser ces symboles. Certaines spécialisations de logigrammes ont été faites pour la rédaction de procédures d'entreprises

## Modélisation avec le formalisme BPMN
BPMN (« Business Process Model and Notation » en anglais) est une norme internationale ISO de modèles de procédé d'affaires et de notation directement exploitable par un moteur d'exécution de processus.  La description d'un processus ou d'un procédé d'affaires effectuée avec ce formalisme peut se limiter aux interactions entre événements et activités, mais peut également fournir le niveau de détail des procédures (avec le formalisme des pistes et corridors pour identifier les entités responsables).    